# Danielle Fishel
Danielle Christine Fishel (ur. 5 maja 1981 w Mesie) – amerykańska aktorka oraz osobowość telewizyjna.
Znana głównie z roli Topangi Lawrence-Matthews z amerykańskiego serialu ABC – Chłopiec poznaje świat oraz jego kontynuacji Dziewczyna poznaje świat produkcji Disney Channel Original Series. Była również prowadzącą w programie satyrycznym The Dish stacji Style Network w latach 2008-2011.

## Biografia i kariera
Danielle Fishel urodziła się 5 maja 1981 w Mesa w stanie Arizona jako córka Jennifer i Ricka Fishelów. Jest pochodzenia pół-maltańskiego. Przeniosła się wraz z rodziną do Yorba Linda w Kalifornii, kiedy miała trzy tygodnie. Ma młodszego brata, Christophera. W 1999 roku została absolwentką szkoły wyższej w Calabasas High School.
W 1991 roku została odkryta w teatrze, gdzie występowała w dwóch produkcjach teatralnych Czarnoksiężnik z Oz oraz Piotruś Pan, a rok później rozpoczęła przygodę z aktorstwem w wieku 10 lat, występując w wielu reklamach telewizyjnych. Niedługo później pojawiła się gościnnie w dwóch odcinkach amerykańskiego serialu Pełna chata w roli Jennifer. Zagrała także niewielką rolę Jessiki w serialu Harry i Hendersonowie.
W 1993 roku największą popularność przyniosła jej rola Topangi Lawrence-Matthews w serialu ABC – Chłopiec poznaje świat. Początkowo grała rolę drugoplanową, ale po sukcesie pierwszego sezonu zdecydowano obsadzić ją do stałej obsady.
Po zakończeniu pracy nad serialem Chłopiec poznaje świat grała w różnych filmach z cyklu W krzywym zwierciadle – Szalony akademik i Szalony akademik 2, Gamebox 1.0 i wielu innych. Ponadto występowała również w programach telewizyjnych jak Say What? Karaoke, The Dish czy The Fuse 20 jako prowadząca.
W 2014 roku po raz kolejny wcieliła się w rolę Topangi Lawrence-Matthews w serialu produkcji Disney Channel Original Series – Dziewczyna poznaje świat, który jest kontynuacją serialu Chłopiec poznaje świat, tym razem jako żona Cory'ego oraz matka dwójki dzieci – Riley i Auggiego. 

## Filmografia

### Film
| Rok  | Tytuł              | Rola                   |
| ---- | ------------------ | ---------------------- |
| 2000 | Longshot           | Gloria                 |
| 2003 | Szalony akademik   | Marla                  |
| 2004 | Gamebox 1.0        | Kate / Księżniczka     |
| 2006 | Szalony akademik 2 | Marla                  |
| 2007 | The Chosen One     | Donna Goldstein (głos) |
| 2013 | Boiling Pot        | Valerie Davis          |

### Telewizja
| Rok        | Tytuł                    | Rola                      | Informacje                                           |
| ---------- | ------------------------ | ------------------------- | ---------------------------------------------------- |
| 1992–1993  | Pełna chata              | Jennifer P.               | Odcinki: "I'm Not D.J.", "Silence Is Not Golden"     |
| 1993       | Harry i Hendersonowie    | Jessica                   | Odcinek: "The Long Goodbyes: Part 2"                 |
| 1993–2000  | Chłopiec poznaje świat   | Topanga Lawrence-Matthews | 134 odcinki                                          |
| 1996       | Kirk                     | Heather                   | Odcinek: "Stuck on You"                              |
| 1997       | ABC TGIF                 | Topanga                   | Odcinek: "Frightful Halloween Bash"                  |
| 2000       | Rakieta                  | Sarah Miller              | Film pełnometrażowy                                  |
| 2001, 2002 | Nikki                    | Stacy                     | "Vaya Con Nikki", "Welcome to the Rest of Your Life" |
| 2003       | Say What? Karaoke        | ona sama/prowadząca       |                                                      |
| 2003       | Tak, kochanie            | Katie                     | Odcinek: "Sorority Girl"                             |
| 2008–2011  | The Dish                 | ona sama/prowadząca       |                                                      |
| 2009       | The Fuse 20              | ona sama/prowadząca       |                                                      |
| 2014–2017  | Dziewczyna poznaje świat | Topanga Lawrence-Matthews |                                                      |